# Betyár

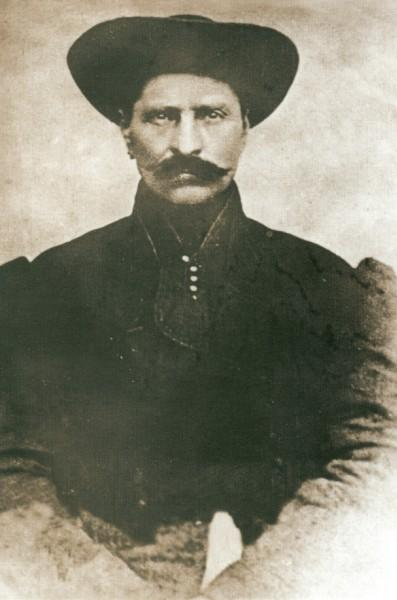
Photographie de Sándor Rózsa, l'un des betyars les plus célèbres.

Un betyar, betyár ou betyare (en hongrois : betyár, au pluriel : betyárok) désigne au XIXe siècle dans le royaume de Hongrie et dans l'Empire austro-hongrois un brigand de la grande plaine hongroise. La légende de ces hors-la-loi, comme celle de Robin des Bois, des haïdouks ou des klephtes grecs, en fait des héros qui « volaient les riches pour donner aux pauvres ».

## Étymologie
Le mot hongrois betyár vient du turc ottoman bekâr, « homme célibataire sans métier », qui vient lui-même du persan bikâr, « oisif », « vagabond »,.

## Histoire

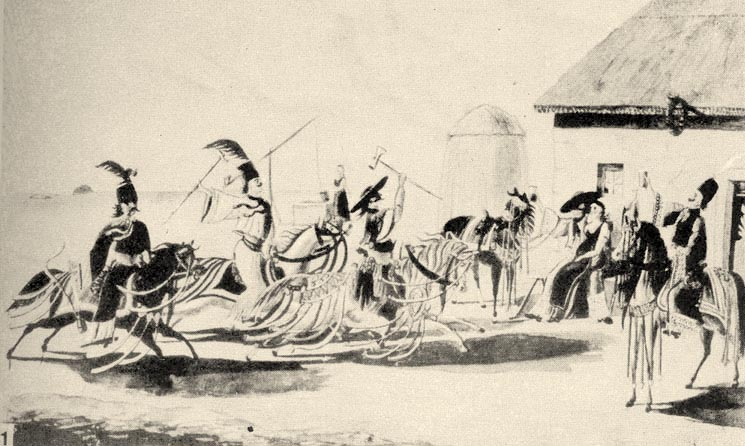
Réunion de betyars (aquarelle, vers 1830).

Constitués essentiellement d'anciens éleveurs de la puszta (notamment de csikós), de déserteurs et de serfs révoltés contre la tyrannie seigneuriale, les betyars apparaissent autour de 1800. Vivant dans les forêts, ils rançonnaient les seigneurs sans inquiéter les paysans auxquels ils portaient souvent secours. Ces brigands de grand chemin formaient généralement de petites bandes, très mobiles, qui se divisaient en deux ou trois groupes dès qu'elles comportaient plus de six ou sept individus mais des bandes plus importantes pouvaient également être signalées. En 1852, dans une lettre adressée à sa femme, Bismarck, qui se trouve alors dans les environs de Kecskemét en Hongrie, écrira à propos de ces bandits : « ils sont excellemment montés et armés, ces betyars ; ils attaquent en bande de quinze à vingt personnes les voyageurs et les fermes et le jour suivant, ils sont déjà 150 kilomètres plus loin. ».
Les monts Bakony avaient la réputation de servir de repaires aux brigands hongrois, notamment aux betyars de Transdanubie.
Les betyars les plus célèbres furent Jóska Sobri, Bandi Angyal, Márton Vidróczki, Juraj Jánošík et surtout Sándor Rózsa qui acquerra une grande renommée ; selon la légende, c'était un Robin des Bois au grand cœur qui volait aux riches pour donner aux pauvres.

## Tradition populaire
Dans le folklore hongrois, comme dans les folklores roumain, slovaque et ruthène, la description des activités du betyár se focalise sur la réparation des injustices sociales.

### Légendes, contes et superstitions
Dès le XVIIIe siècle, aux limites linguistiques avec le slovaque, le ruthène et le roumain, des légendes en rapport avec Jánošík (1688–1713) et Pintea (ro) (1670–1703) se répandent dans la population hongroise. Mais c'est dans la première moitié du XIXe siècle que l'on peut situer l'essor des créations populaires hongroises sur le thème des brigands, dont la diffusion est favorisée par la littérature populaire. Des histoires ponctuelles, rattachées à un betyár particulier, se transforment en quelques décennies en motifs génériques du type « ce qui est volé au riche est donné au pauvre » ou « le brigand venge les torts subis par les pauvres ».
On peut citer en tant que légendes typiques :
- Deux femmes, une riche et une pauvre, bavardent en passant par la forêt : le betyár entend la riche se plaindre de lui et la pauvre le défendre. Il se fait remettre par la riche des épingles, et s'en sert pour lui fermer les lèvres (ou les lui mettre dans la plante des pieds).
- Le betyár offre à une mariée pauvre une étoffe fine, dont la mesure d'une aune (longueur de l'avant-bras) prend par magie la longueur entre un arbre et le suivant.
- Le betyár trompe ses ennemis en ferrant son cheval à l'envers (notamment Rákóczi).
- Le betyár a une force surhumaine obtenue par sorcellerie (notamment Jánošík).
- Les fers qui le maintiennent captif tombent de ses mains grâce au pouvoir magique de l'« herbe de fer » (vasfű = verveine, qui selon la croyance ne pousse qu'à la Saint-Georges, et doit être bouillie et placée sous la peau de la paume).
- Les balles ne l'atteignent pas, ou seulement sous certaines conditions (en Transdanubie, cela nécessite un grain de blé rouge)[7].
- En Transdanubie le betyár au repos doit toujours rejeter 3 gouttes d'eau lorsqu'il puise dans une rivière afin de ne pas fâcher les izes qui la protègent, et il porte souvent sur lui un  « kopjafa de poche » (amulette en bois) qui éloigne le mauvais œil[8].

### Ballades et chansons
Au cours du XIXe siècle, les ballades de betyárs sont de plus en plus nombreuses. Cette créativité populaire en vers s'oppose à la littérature populaire en prose, existant depuis la fin du XVIIIe siècle, qui rend compte des méfaits des brigands et de leur juste punition en accord avec le point de vue officiel, en tant qu'exemples à ne pas suivre. Les ballades expriment une sorte de protestation et de lutte contre le mode de vie dominant, et indirectement contre l'oppression, et formulent le désir d'une vie libre s'opposant aux lois et aux ordres donnés, ce qui contribue à leur popularité. À partir de 1875, lorsque les autorités liquident les derniers restes de la vie de betyár, les ballades présentent d'autant plus une vision romantique de héros forts idéalisés, ne luttant pas pour eux-mêmes mais représentant les aspirations du peuple. Le betyár étant l'idéal des paysans, surtout des bergers et des serviteurs des grands propriétaires, ses traits physiques et moraux sont exagérés, ses vols sont vus comme des exploits, sa vie est idyllique et il n'a pas de problème avec la société (notamment dans les auberges), seulement avec les autorités.
Le nom du brigand peut en général être modifié d'une version à l'autre de la ballade, et les thèmes deviennent facilement des thèmes généraux empruntés d'une ballade à l'autre. Ce sont les motifs stéréotypés qui s'avèrent les plus durables et qui caractérisent les ballades de betyárs ; en voici quelques exemples :
- Azt kérdezik mi a nevem, / Hol az utazó levelem « on me demande mon nom, et où est mon passeport » — la réponse du brigand est de tirer sur le gendarme : « voilà mon passeport » ;
- Szilaj csikó nem eladó, / Nem is zsandár alá való « Le poulain fougueux n'est pas à vendre, pas fait pour être sous un gendarme » — car il rattraperait le brigand, qui par cette remarque se révèle comme tel devant le gendarme ;
- Jóestét te … csaplárosné, / Hát ez a szép pej paripa kié « Bonsoir madame l'aubergiste, à qui est ce beau coursier bai ? » — elle aidera le brigand en répondant aux gendarmes qu'il est parti[9].

### Filmographie
- György Szomjas (en), Talpuk alatt fütyül a szél, 1976.
- György Szomjas, Rosszemberek, 1979.